# وادفراداد چهارم
وادفراداد چهارم در سده دوم میلادی شاه پارس، یک دولت خراجگزار شاهنشاهی اشکانی، بود.